# Hardcore wrestling
L'hardcore wrestling è uno stile di wrestling estremo e molto violento nel quale è lecito utilizzare nel corso dei combattimenti qualsiasi arma o oggetto contundente (detti foreign object) normalmente non permessi (mazze da baseball, catene, sedie, bidoni dell'immondizia, martelli, puntine da disegno e altro).
Questo stile di lotta fu reso famoso da lottatori come Abdullah the Butcher, The Sheik, Jackie Fargo, Terry Funk e Atsushi Onita, proprio quest'ultimo insieme a Tarzan Goto, Mr. Pogo e altri sin dagli anni settanta iniziarono a diffonderlo in Giappone, dove la Frontier Martial-Arts Wrestling cominciò a giocare un ruolo da protagonista nel panorama dell'hardcore wrestling.
Negli Stati Uniti prese piede all'inizio degli anni novanta. Si può dire che la prima federazione hardcore in suolo statunitense fu l'Extreme Championship Wrestling di Paul Heyman.
Intorno alla fine degli anni novanta l'hardcore fece il suo ingresso anche nella ben più nota World Wrestling Federation/Entertainment: la federazione tenne anche un Hardcore Championship fino al 2002, il quale fu poi tuttavia ritirato e consegnato a Mick Foley ed Edge come "premio" per la carriera da lottatori hardcore.

## Storia

### Nascita: anni '50, '60

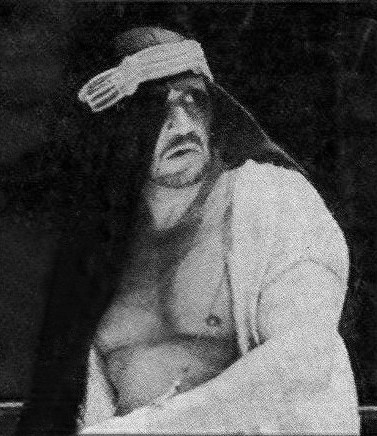
The Sheik, uno dei pionieri dell'hardcore wrestling

Circa negli anni cinquanta, quando il wrestling professionistico entrò in una fase di stallo, i promoter e i wrestler iniziarono a pensare come ravvivare l'interesse del pubblico. La presenza del sangue durante gli incontri, considerato fino ad allora un taboo, si rivelò fonte di significativi guadagni in termine di attenzione da parte dei fan, e l'avvento di match "no holds barred" segnò l'inizio di quello che ora conosciamo con il nome di "hardcore wrestling". Le ferite venivano spesso autoflitte dagli stessi wrestler che si tagliavano con delle lamette per simulare gravi infortuni e sanguinare copiosamente dando l'idea di uno scontro furioso. Lottatori come Freddie Blassie, Giant Baba, Jackie Fargo e Terry Funk iniziarono a rendere le sanguinose risse nel ring come proprio marchio di fabbrica, nuove violente tipologie di match compresero i cosiddetti Street Fight Match (risse da strada), Steel Cage Match, Texas Death Match con armi incorporate, che venivano solitamente impiegati per risolvere una volta per tutte feud particolarmente "sentiti" dal pubblico. La National Wrestling Alliance fu una federazioni pioniere in questo campo.

### Anni '70, '80

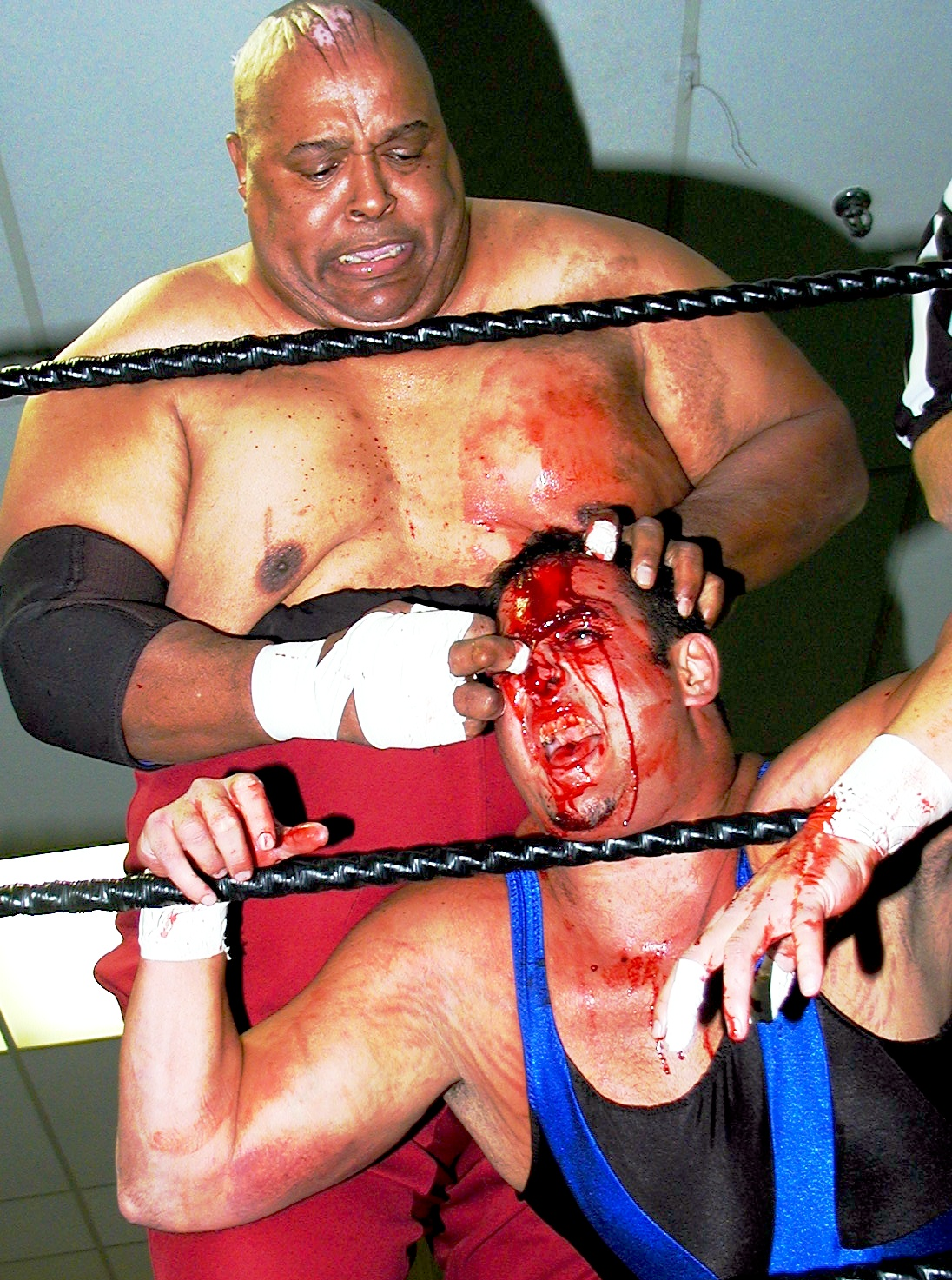
Abdullah the Butcher infierisce contro un avversario con un oggetto contundente.

L'hardcore continuò ad evolvere e a crescere in popolarità in America nel corso degli anni sessanta, settanta e ottanta. Il territorio di Detroit era dominato da personaggi inquietanti quali The Sheik, Abdullah the Butcher e Tarzan Goto, e, le risse sanguinose erano frequenti. La zona di Porto Rico aveva Carlos Colón, Invader 1 ed ancora Abdullah, ed introdusse il fuoco come elemento di ulteriore violenza nei match. A Memphis la facevano da padroni Jerry Lawler, Terry Funk, Jackie Fargo e Bill Dundee. Qui nacquero Ladder Match, Scaffold Match e Dog Collar Match. L'NWA instituì il titolo World Brass Knuckles Championship, rimasto attivo dal 1978 al 1980.

### Anni '90

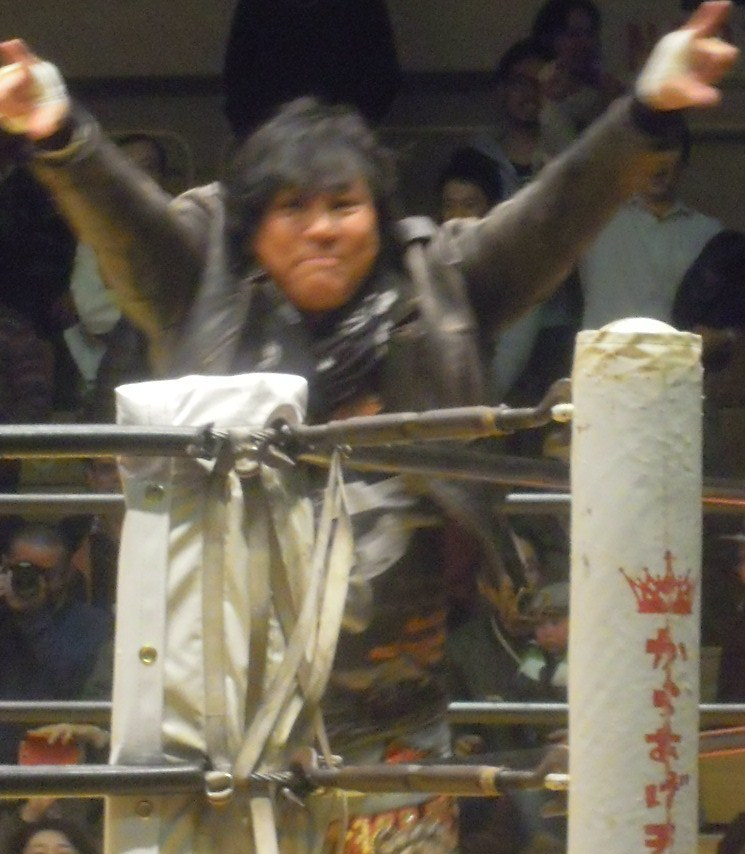
Atsushi Onita, fondatore della Frontier Martial-Arts Wrestling

Nel 1989 la Frontier Martial-Arts Wrestling venne fondata in Giappone, prima federazione quasi del tutto specializzata in match hardcore. Nei primi anni novanta, il promoter portoricano Victor Quiñones arrivò in Giappone, essendo stato invitato dalla FMW come manager speciale. La FMW aumentò il livello di violenza degli incontri fino a livelli realmente pericolosi con l'introduzione di filo spinato, esplosivi, e addirittura, mine anti-uomo. La federazione comprendeva tra le sue file molti futuri grossi nomi del wrestling statunitense, e divenne molto popolare all'epoca.
Subito dopo, negli Stati Uniti, una promozione indipendentibreve ma significativa rilevanza, servendo da prototipo per la ECW. La Tri-State Wrestling Alliance di Filadelfiacon base a New York. Sia la TWA che la FMW videro tra i lottatori affiliati Mike Awesome e Masato Tanaka che ebbero lunghi e sanguinosi feud negli anni a venire.
l'NWA Eastern Championship Wrestling prese il loro posto. Dopo essersi staccata dalla NWA, la compagnia cambiò nome in Extreme Championship Wrestling, e divenne la federazione leader nel wrestling hardcore in Nord America. La ECW coniò il termine "hardcore wrestling". Nonostante tutto, il livello di violenza degli incontri disputati in ECW raramente eguagliava quello delle federazioni giapponesi.

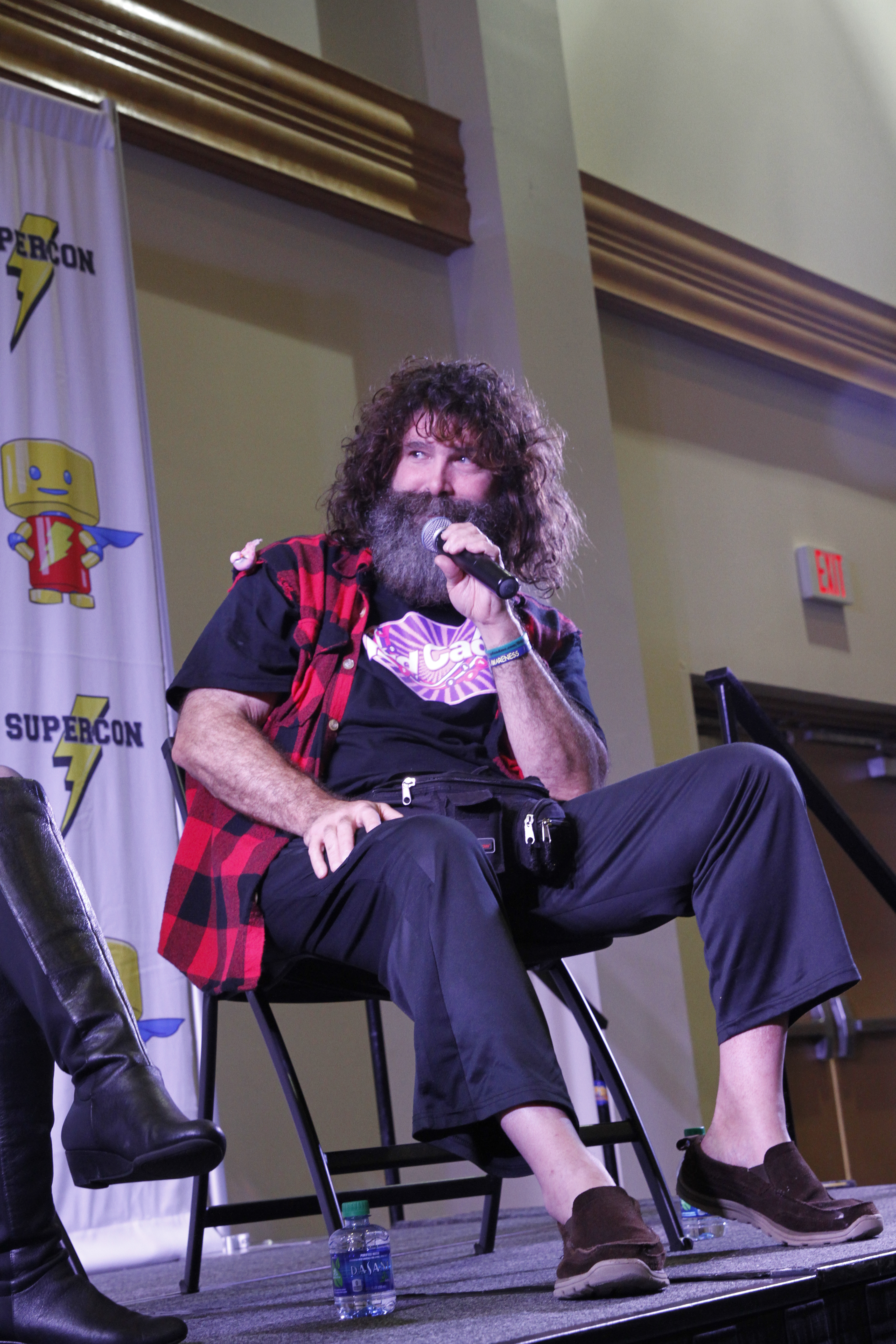
Mick Foley, altra leggenda dell'hardcore wrestling

Nella ECW furono introdotte nuove tipologie di match hardcore come i Tables Match (incontri che prevedono l'uso di tavoli in legno), principalmente per opera di Sabu, wrestler nipote di The Sheik Sabu aveva sviluppato una particolare tecnica di intrattenimento in Giappone, dove si gettava letteralmente sugli avversari posti sui tavoli sfondandoli e passandoci attraverso con un effetto devastante. La trovata dei tavoli divenne un segno caratteristico della ECW, portato successivamente alla ribalta dai Dudley Boyz e da allora questa tipologia di match estremo è stata adottata anche da molte altre federazioni non-hardcore. Tra i lottatori simbolo del wrestling hardcore dell'epoca, è doveroso citare anche Mick Foley, in particolare quando interpretava la gimmick di Cactus Jack.
Altri lottatori importanti di questa federazione furono Raven, Tommy Dreamer, The Sandman, Taz, Rob Van Dam e Justin Credible.
Il 20 agosto 1995, la IWA Japan tenne il torneo "King of the Death Match" a Kawasaki, in Giappone. Nel famigerato torneo in questione, erano previsti incontri di estrema violenza con l'impiego di scale, puntine da disegno, e filo spinato. Nella finale, che si disputò tra Terry Funk e Mick Foley, ebbe luogo un pericolosissimo incontro "Exploding Ring, C4 Explosive, Barbed Wire Match".
Il successo riscosso dall'ECW portò la World Championship Wrestling e la World Wrestling Federation a creare divisioni dedicate esclusivamente all'hardcore wrestling (anche se con contenuti estremi meno violenti). Tali divisioni ruotavano intorno a lottatori provenienti dalla ECW come Mick Foley, Terry Funk, Raven, The Sandman e Al Snow.
Verso la fine degli anni 90 nella FMW, incominciarono vari incontri di questo tipo per lottatrici femminili come Megumi Kudo, Lioness Asuka e Ozaki.

### Anni 2000

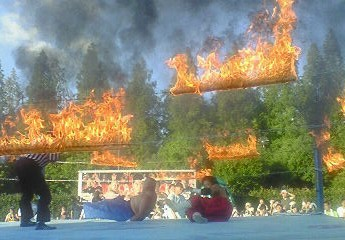
Abdullah Kobayashi vs. Yuko Miyamoto - Fire Death Match, Big Japan Pro Wrestling, 12 agosto 2007

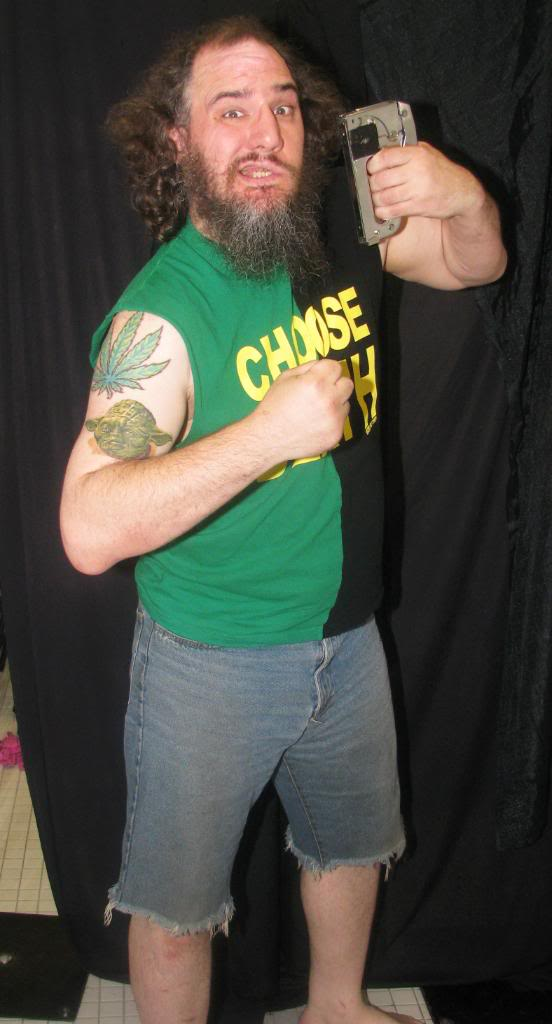
Necro Butcher nel 2009, specializzato in Death match

L'ECW fallì nell'inizio del 2001, tuttavia influenzò federazioni quali Xtreme Pro Wrestling e Combat Zone Wrestling, che portarono avanti il violento stile dei match ECW anche dopo la chiusura di quest'ultima. Sebbene ancora molto popolare in Giappone, negli ultimi tempi il wrestling hardcore ha subito un forte calo di interesse da parte del pubblico.
Al giorno d'oggi la WWE ancora tende ad anestetizzare i match “extreme”, tuttavia realtà come AEW e Lucha Underground tengono ancora alta la bandiera internazionale delle stipulazioni estreme, in Messico la Lucha Extrema è ancora molto in voga e con ottimi maestri e anche in Europa e nelle Indies USA (Nick Gage, Jimmy Havoc e Matt Tremont, giusto per fare tre nomi, ottimi wrestler oltre che straordinari profeti estremi), Combat Zone Wrestling e altre realtà minori tengono alta quella bandiera.

## Armi comuni

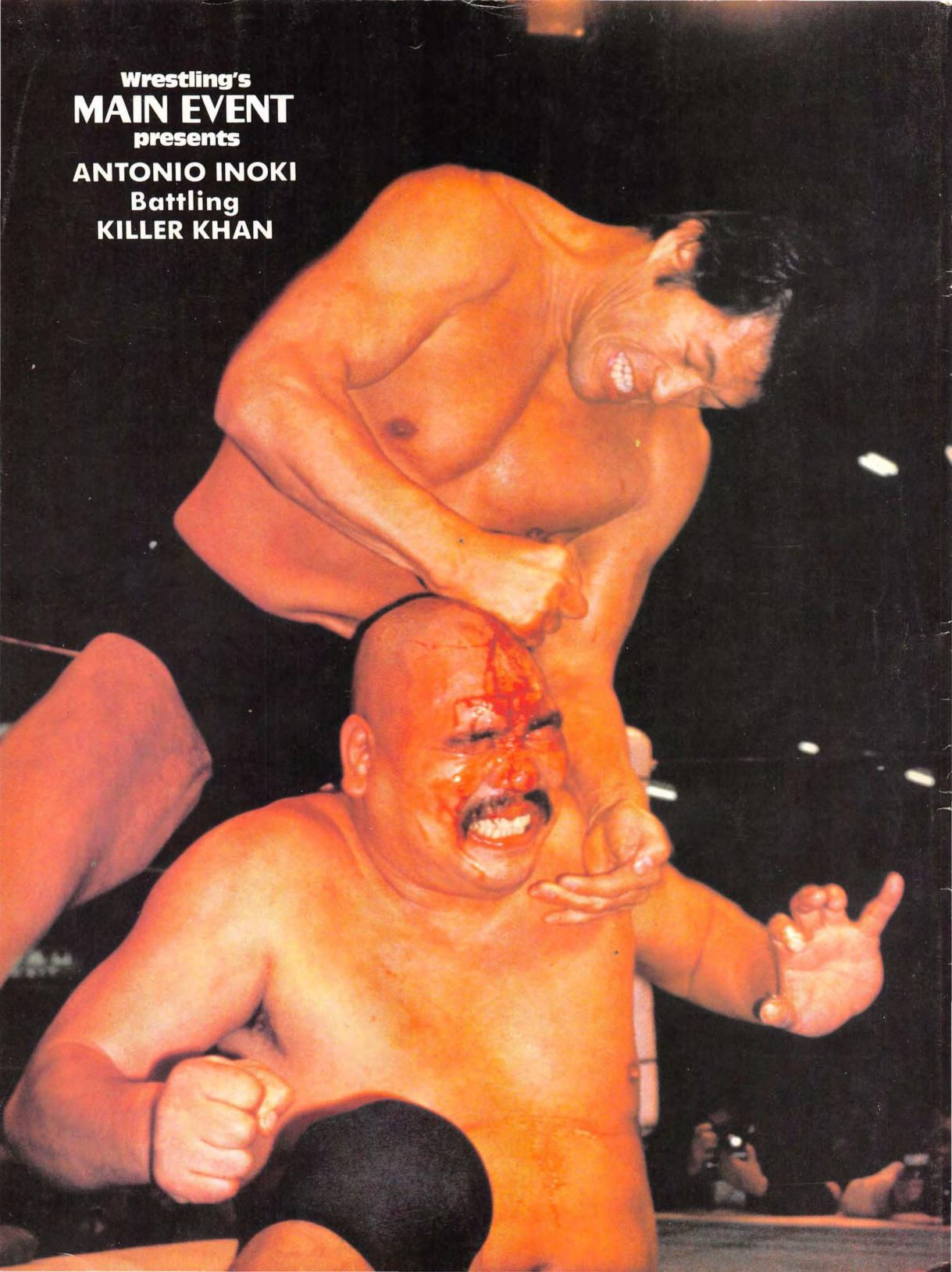
Antonio Inoki colpisce Killer Khan con un oggetto contundente

Negli incontri Hardcore ricorrono spesso alcune tipologie di armi utilizzate dai contendenti. Le più accessibili, spesso nascoste sotto il ring, sono sedie d'acciaio, scale, tavoli, puntine da disegno, catene, chiodi, filo spinato, tubi al neon, pezzi di vetro, mazze da baseball (con o senza filo spinato), grucce, martelli, e bidoni dell'immondizia. Nelle federazioni più "estreme" come la Combat Zone Wrestling fanno la loro comparsa anche varianti maggiormente pericolose quali tavoli infuocati, sedie con filo spinato, tirapugni, pale, esplosivi, ecc... Infine, nei "Fans Bring the Weapons Match", i lottatori si affrontano utilizzando delle "armi" portate dagli spettatori; questo genere di incontri venne reso popolare negli Stati Uniti dalla Extreme Championship Wrestling ed è oggi una specialità della Combat Zone Wrestling.

## Federazioni Hardcore
- Big Japan Pro Wrestling
- Combat Zone Wrestling

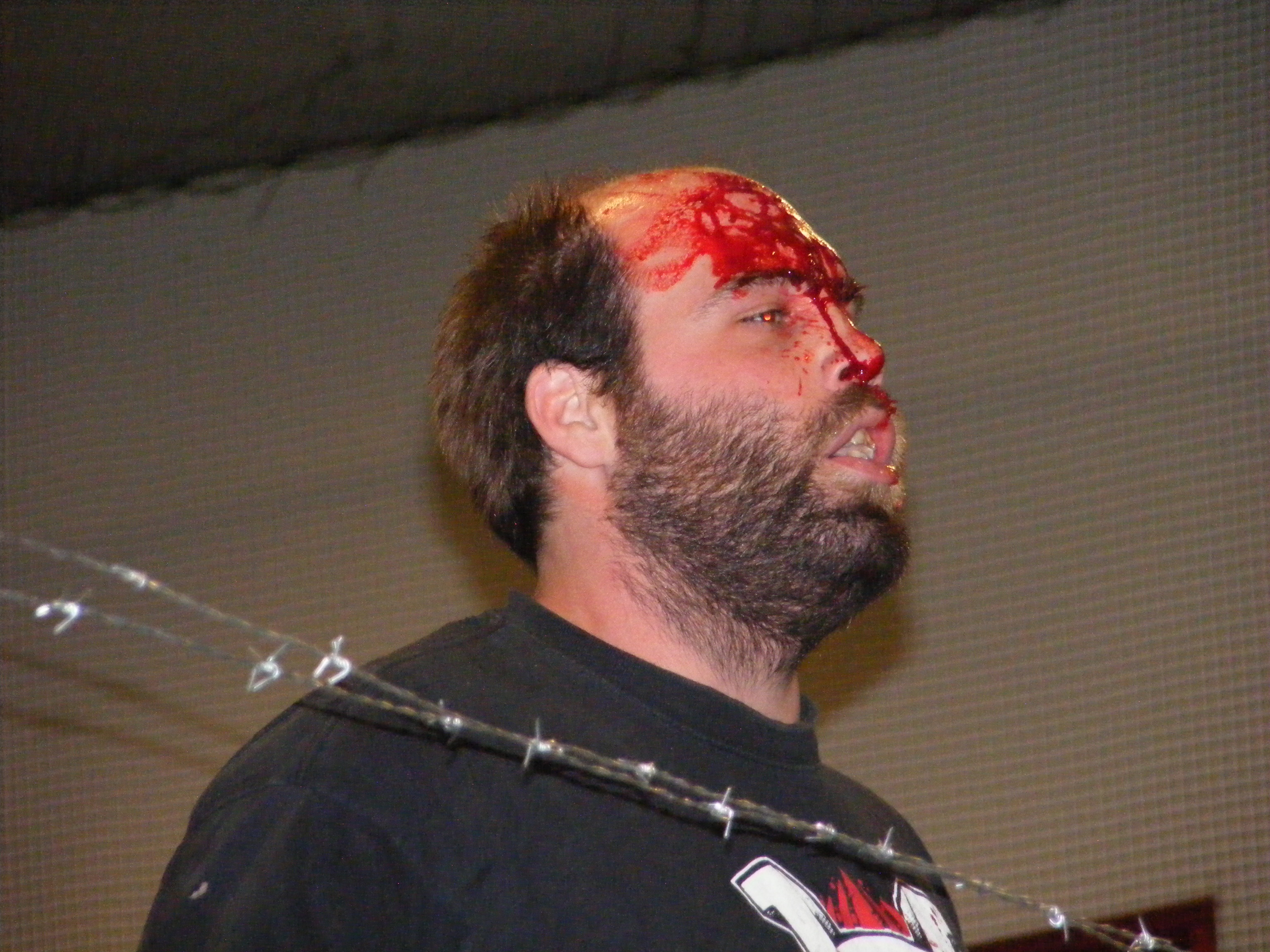
Nick Gage sanguinante durante un match hardcore

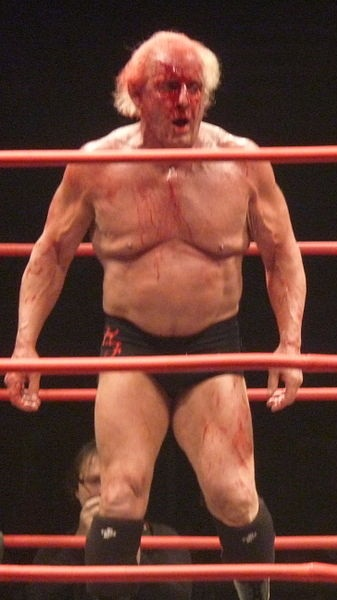
Un sanguinante Ric Flair durante un match hardcore

- National Wrestling Alliance: Extreme Canadian Championship Wrestling (ECCW)
- Extreme Championship Wrestling  - Non più attiva, ricreata come brand dalla WWE tra il 2006 e il 2010
- Frontier Martial-Arts Wrestling - Non più attiva
- International Wrestling Syndicate
- International Wrestling Association of Japan - Non più attiva
- Game Changer Wrestling
- Pro Pain Pro Wrestling - Non più attiva
- UWA/PWA Hardcore Wrestling
- Xtreme Pro Wrestling - Non più attiva
- IWA Japan
- IWA Mid South
- Total Combat Wrestling